# Samernas tid
Samernas tid är en svensk dokumentärserie från 2018 med manus och regi av Magnus Sjöström om samisk historia. Serien är producerad av UR och sändes ursprungligen på SVT i januari 2018.. Seriens originalversion är på svenska, men den finns i flera språkversioner, bland annat nordsamiska, lulesamiska och sydsamiska.

## Beskrivning
"Samernas tid" skildrar den samiska historien från ursprunget för runt två tusen år sedan fram till idag. Serien är uppbyggd av tre entimmesavsnitt som kronologiskt beskriver den historiska utvecklingen. 

Första delen berättar om det samiska folkets ursprung och hur deras jakt- och fångstexpertis gör dem till en av vikingatidens allra viktigaste handelspartners. Andra delen beskriver hur samerna påverkas av kyrkans kristningsprocess och av nationalstaternas kolonisation av de samiska markerna under tidigmodern tid. Tredje delen skildrar 1900-talets händelser då kolasamerna hamnar i Sovjetunionens grepp, exploateringen av Sápmis naturtillgångar accelererar och rasbiologernas ögon vänds mot samerna.